# Macaranga angulata
Macaranga angulata är en törelväxtart som beskrevs av S.J.Davies. Macaranga angulata ingår i släktet Macaranga och familjen törelväxter. Inga underarter finns listade i Catalogue of Life.